# Pucio
Pucio – cykl książek stworzonych przed Martę Galewską-Kustrę (tekst) i Joannę Kłos (ilustracje).
Książki wspomagają rozwój mowy dzieci na różnych etapach. Bohaterami serii są kilkuletni chłopiec Pucio, jego starsza siostra Misia, młodszy brat Bobo oraz rodzice i dalsza rodzina. Książki ukazują się nakładem wydawnictwa „Nasza Księgarnia".

## Książki w serii
W serii ukazały się następujące tytuły (stan na 30.03.2023):
- Pucio uczy się mówić (2016 Warszawa, Wydawnictwo „Nasza Księgarnia”)
- Pucio mówi pierwsze słowa (2017 Warszawa, Wydawnictwo „Nasza Księgarnia”)
- Pucio i ćwiczenia z mówienia, czyli nowe słowa i zdania (2018 Warszawa, Wydawnictwo „Nasza Księgarnia”)
- Pucio na wakacjach (2018 Warszawa, Wydawnictwo „Nasza Księgarnia”)
- Pucio umie opowiadać (2019 Warszawa, Wydawnictwo „Nasza Księgarnia”)
- Pucio. Zabawy gestem i dźwiękiem (2019 Warszawa, Wydawnictwo „Nasza Księgarnia”)
- Co robi Pucio? (2019 Warszawa, Wydawnictwo „Nasza Księgarnia”)
- Pucio mówi dzień dobry (2020 Warszawa, Wydawnictwo „Nasza Księgarnia”)
- Pucio mówi dobranoc (2020 Warszawa, Wydawnictwo „Nasza Księgarnia”)
- Pucio w mieście (2021 Warszawa, Wydawnictwo „Nasza Księgarnia”)
- Pucio chce siusiu, czyli pożegnanie pieluszki (2021 Warszawa, Wydawnictwo „Nasza Księgarnia”)
- Pucio zostaje kucharzem (2021 Warszawa, Wydawnictwo „Nasza Księgarnia”)
- Pucio na wsi (2022 Warszawa, Wydawnictwo „Nasza Księgarnia”
- Pucio u lekarza (2022 Warszawa, Wydawnictwo „Nasza Księgarnia”)
- Pucio rośnie zdrowo (2023 Warszawa, Wydawnictwo „Nasza Księgarnia”)[2]

## Odbiór
Seria o Puciu była przedmiotem prac naukowych, zarówno pod kątem graficznym, jak i tekstowym.
Cykl zdobył nagrody w konkursach czytelniczych i graficznych. Wybrane wyróżnienia:
- Nagroda Dobry Wzór 2019 w kategorii „Grafika użytkowa i opakowania” (książki „Pucio uczy się mówić”, „Pucio mówi pierwsze słowa”, „Pucio i ćwiczenia z mówienia”)[5]
- Zwycięstwo w plebiscycie LubimyCzytać 2019 w kategorii Literatura dziecięca („Pucio umie opowiadać")[6]
- Zabawka Roku 2020 (maskotka „Pucio do tulenia”)[7]
- Nagroda Główna w Konkursie Świat Przyjazny Dziecku 2021 organizowanym przez Komitet Ochrony Praw Dziecka („Pucio w mieście”)[8]
- Nagroda Dzieci w konkursie Zabawka Roku 2022 („Pucio. Plan dnia")[9]

## Zagraniczne wydania
Książki o Puciu zostały przetłumaczone i ukazały się w następujących krajach:
- Chorwacja (Planet Zoe d.o.o. Velika Gorica) – główny bohater ma na imię Pino[10]
- Czechy (Euromedia Group, a.s. Praha 5) – główny bohater ma na imię Péťa[11]
- Niemcy (Verlagshaus Jacoby & Stuart GmbH Berlin) – główny bohater ma na imię Moritz[12]
- Słowacja (IKAR a.s. Bratislava) – główny bohater ma na imię Kubko[13]
- Ukraina (CHAS MAISTRIV Kyiv) – główny bohater ma na imię Бодьо[14]
- Włochy (EDIZIONI CENTRO STUDI ERICKSON Spa Trento) – główny bohater ma na imię Lucio[15]